# الطرماح بن الحكيم
الطرماح بن الحكيم بن الحكم شاعر قحطاني من قبيلة طيء وهو شاعر الخوارج توفي سنة 125 هـ (742-743م) ونزل بلاد الشام التي ولد فيها ومن ثم انتقل إلى الكوفة وصاحب فيها الشاعر الكميت وكان يعتنق مذهب الشراة وهي نحلة من نحل الخوارج، اشتهر هذا الشاعر بهجائه المقذع الذي سلطه على الجميع عامة وعلى بني تميم خاصة. وكان قد قال فيهم أفحش ما قالته العرب في الهجاء ومن هذا قوله في قصيدة يرد فيها على الفرزدق نسيل التمائم:
يعتبر بعض النقاد البيت الأخير أقذع ما قالته العرب.
وقال أيضاً:
وقال في مدح نفسه:

## طالع كذلك
- الهجاء.